# Florin Bérenguer
Florin Bérenguer-Bohrer est un footballeur français, né le 1er avril 1989 à Montbéliard dans le Doubs. Il évolue au poste de milieu de terrain.

## Biographie

### Formation et début au Dijon FCO
Né à Montbéliard, Florin intègre le centre de formation du FC Sochaux-Montbéliard à l'âge de 13 ans et y reste durant sept ans.
Le club franc-comtois lui proposant seulement un contrat amateur, il quitte le club à l'été 2009.
Après un essai concluant, il s'engage le 16 juillet 2009 avec le Dijon FCO, qui évolue en Ligue 2, pour un contrat de deux ans.
Il passe les six premiers mois avec la réserve, en dehors d'un match de Coupe de France le 21 novembre 2009 face au CSO Amnéville remporté trois buts à zéro. Florin inscrit à ce moment-là son premier but en professionnel pour sa première apparition. Il intègre définitivement l'équipe première à partir de la 20e journée de championnat le 15 janvier 2010 lors d'une victoire (4-1) sur le terrain du Tours FC. Par la suite, il participe à onze des dix-huit derniers matchs dont deux fois comme titulaire lors des 36e et 38e journées.
La saison suivante, il est définitivement installé dans le groupe. Il marque son premier but en championnat le 19 octobre 2010 lors d'une large victoire (4-1) contre le Vannes OC et finira meilleur passeur de l'équipe (7 passes) grâce notamment à une bonne deuxième partie de saison qui se terminera par l'accession du club en Ligue 1.
Durant l'année 2011-2012 alors que son club de Dijon est en Ligue 1, il a une préparation tronquée avec dès les premiers jours de reprise une entorse à la cheville puis un coup sur le pied qui l'empêche de bien démarrer la saison. Le vrai départ va se situer en match de la Coupe de la Ligue fin octobre 2011 où Dijon bat le PSG et où Florin marque un joli but. Il enchaîne trois jours plus tard contre Marseille. Il sera à partir de ce moment-là presque toujours dans le groupe convoqué par Patrice Carteron avec 10 matchs titulaires à la clef.
La descente en Ligue 2 de son club et l'arrivée d'un nouvel entraîneur permet à Florin de faire une bonne préparation d'avant saison avec notamment un somptueux but marqué en match amical contre son club formateur le FC Sochaux. Dans la foulée, il enchaîne avec son équipe un bon début de championnat avec neuf titularisations de suite et une place aux avants postes de son équipe.

### FC Sochaux-Montbéliard
Le 18 juin 2014, il signe pour quatre ans dans son club formateur, le FC Sochaux-Montbéliard qu'il avait quitté en 2009.
Le 20 mars 2015, au stade Bonal, il marque un but de folie avec un lob effectué depuis le rond central qui clôt la victoire sochalienne contre La Berrichonne de Châteauroux (3-0). 

### Départ en Australie
Le 30 août 2018, il s'engage avec le Melbourne City FC. Le 11 novembre 2018, il est nommé dans l'équipe type de A-League à la suite de sa belle performance contre le Wellington Phoenix FC qui s'est soldée par une victoire deux à zéro de son équipe. Avec Melbourne City, il atteint la phase finale du championnat australien, où il joue les quarts de finale face à Adélaïde United en mai 2019. Remplacé en fin de match par Lachlan Wales, il ne peut éviter la défaite de son équipe un à zéro en prolongation. L'année suivante, il atteint de nouveau la finale du championnat australien et la remporte.
En 2023, il rejoint le Brisbane Roar FC après cinq au Melbourne City. Il quitte le club à l'été 2025.

## Carrière
| Saison                | Club                   | Championnat           | Championnat | Championnat | Championnat | Coupe nationale | Coupe nationale | Coupe nationale | Coupe de la Ligue | Coupe de la Ligue | Coupe de la Ligue | Total | Total | Total |
| Saison                | Club                   | Division              | M.          | B.          | P.d.        | M.              | B.              | P.d.            | M.                | B.                | P.d.              | M.    | B.    | P.d.  |
| 2009-2010             | Dijon FCO              | Ligue 2               | 11          | 0           | 2           | 1               | 1               | 0               | -                 | -                 | -                 | 12    | 1     | 2     |
| 2010-2011             | Dijon FCO              | Ligue 2               | 23          | 2           | 7           | 1               | 1               | 0               | -                 | -                 | -                 | 24    | 3     | 7     |
| 2011-2012             | Dijon FCO              | Ligue 1               | 16          | 0           | 0           | 2               | 0               | 1               | 2                 | 1                 | 0                 | 20    | 1     | 1     |
| 2012-2013             | Dijon FCO              | Ligue 2               | 37          | 4           | 4           | 1               | 0               | 0               | 1                 | 0                 | 0                 | 39    | 4     | 4     |
| 2013-2014             | Dijon FCO              | Ligue 2               | 25          | 4           | 6           | 3               | 3               | 1               | 1                 | 0                 | 0                 | 29    | 7     | 7     |
| Sous-total            | Sous-total             | Sous-total            | 112         | 10          | 19          | 8               | 5               | 2               | 4                 | 1                 | 0                 | 124   | 16    | 21    |
| 2014-2015             | FC Sochaux-Montbéliard | Ligue 2               | 31          | 6           | 2           | 2               | 0               | 1               | 1                 | 0                 | 0                 | 34    | 6     | 3     |
| 2015-2016             | FC Sochaux-Montbéliard | Ligue 2               | 5           | 1           | 0           | 1               | 0               | 0               | -                 | -                 | -                 | 6     | 1     | 0     |
| 2016-2017             | FC Sochaux-Montbéliard | Ligue 2               | 23          | 0           | 3           | 1               | 0               | 0               | 3                 | 0                 | 1                 | 27    | 0     | 4     |
| 2017-2018             | FC Sochaux-Montbéliard | Ligue 2               | 25          | 4           | 4           | 4               | 1               | 2               | 1                 | 0                 | 0                 | 30    | 5     | 6     |
| Sous-total            | Sous-total             | Sous-total            | 84          | 11          | 9           | 8               | 1               | 3               | 5                 | 0                 | 1                 | 97    | 12    | 13    |
| 2018-2019             | Melbourne City         | A-League              | 20          | 0           | 4           | 2               | 0               | 0               | -                 | -                 | -                 | 22    | 0     | 4     |
| 2019-2020             | Melbourne City         | A-League              | 17          | 3           | 2           | 2               | 0               | 0               | -                 | -                 | -                 | 19    | 3     | 2     |
| 2020-2021             | Melbourne City         | A-League              | 26          | 1           | 3           | -               | -               | -               | -                 | -                 | -                 | 26    | 1     | 3     |
| 2021-2022             | Melbourne City         | A-League              | 26          | 5           | 4           | 4               | 0               | 0               | -                 | -                 | -                 | 30    | 5     | 4     |
| 2022-2023             | Melbourne City         | A-League              | 18          | 1           | 5           | -               | -               | -               | -                 | -                 | -                 | 18    | 1     | 5     |
| Sous-total            | Sous-total             | Sous-total            | 107         | 10          | 18          | 8               | 0               | 0               | -                 | -                 | -                 | 115   | 10    | 18    |
| 2023-2024             | Brisbane Roar FC       | A-League              | 19          | 3           | 5           | 3               | 0               | 1               | -                 | -                 | -                 | 22    | 3     | 6     |
| 2024-2025             | Brisbane Roar FC       | A-League              | 22          | 2           | 2           | 1               | 0               | 0               | -                 | -                 | -                 | 23    | 2     | 2     |
| Sous-total            | Sous-total             | Sous-total            | 41          | 5           | 7           | 4               | 0               | 0               | -                 | -                 | -                 | 45    | 5     | 7     |
| Total sur la carrière | Total sur la carrière  | Total sur la carrière | 344         | 36          | 53          | 28              | 6               | 5               | 9                 | 1                 | 1                 | 381   | 43    | 59    |

## Palmarès
Il remporte la Coupe Gambardella en 2007 avec le FC Sochaux-Montbéliard.
Il est champion d'Australie en 2021 et finaliste du Championnat en 2020, 2022 et 2023 avec Melbourne City.
Il est également finaliste de la Coupe d'Australie en 2023 avec le Brisbane Roar FC.